# Acidicapsa ferrireducens
Acidicapsa ferrireducens es una especie de bacteria gramnegativa del género Acidicapsa. Fue descrita en el año 2017. Su etimología hace referencia a reducción de hierro. Es aerobia y móvil. Tiene un tamaño de 0,3-0,5 μm de ancho por 1,5-2 μm de largo. Forma colonias rosadas. Temperatura de crecimiento óptima de 30-32 °C. Tiene un tiempo de duplicación de 9,2 horas. Tiene un contenido de G+C de 60%. Se ha aislado a 3 metros de profundidad de un lago de una mina de hierro en Cueva de la Mora, España. 